# Luigi Emanueli
Luigi Emanueli (Milano, 4 maggio 1883 – Milano, 17 febbraio 1959) è stato un ingegnere e inventore italiano, è considerato il padre dell'elettrotecnica moderna.

## Biografia
Può essere considerato figlio d'arte: il padre Leopoldo era tecnico alla Pirelli e aveva realizzato le prime macchine per la fabbricazione dei cavi.
Consegue la laurea in Ingegneria industriale elettronica nel 1906 al Politecnico di Milano e viene assunto in Pirelli nel 1907. Lì prosegue gli studi in campo elettrotecnico, in particolare sul fenomeno delle perdite del dielettrico sotto tensione alternata. Inventa nel 1911 l'elettrodinamometro, strumento che per primo gli permette di studiare il fenomeno della ionizzazione a causa di occlusioni gassose nel dielettrico.
Nel 1959 gli venne conferita la Medaglia Faraday.

## I cavi

### Il cavo Emanueli
Nel 1923 inventa il cavo Emanueli. Tale cavo è il primo a consentire il trasporto di energia ad alta tensione e consente di illuminare i grandi centri urbani. Il primo cavo viene sperimentato a Brugherio. Nel 1927 il cavo è utilizzato per illuminare New York e Chicago, nel 1936 tocca a Parigi.

### I cavi telefonici
Nel 1910 realizza il cavo telefonico più lungo del mondo in quell'epoca, che unisce Milano a Grosseto.
Nel 1913 realizza il primo cavo telefonico sottomarino che serve la Sardegna. È il primo cavo che utilizza la corona di rame.
Nel 1953 realizza il primo cavo telegrafico per grandissime profondità oceaniche che unisce Capo Verde con Recife, in Brasile.
| Controllo di autorità | VIAF (EN) 307369467 · SBN CUBV058451 |